# Феррейра (Маседу-де-Кавалейруш)
Феррейра (порт. Ferreira) — район (фрегезия) в Португалии, входит в округ Браганса. Является составной частью муниципалитета Маседу-де-Кавалейруш. По старому административному делению входил в провинцию Траз-уж-Монтиш и Алту-Дору. Входит в экономико-статистический субрегион Алту-Траз-уш-Монтеш, который входит в Северный регион. Население составляет 222 человека на 2001 год. Занимает площадь 19,57 км².